# ماری ژان د لالاند
ماری-ژان آملی لفرانسیس دو لالاند (با نام تولد هارله؛ انگلیسی: Marie-Jeanne de Lalande; 1786 –۸ نوامبر ۱۸۳۲) یک ستاره‌شناس فرانسوی بود. او همکاری کلیدی در آثار ژروم لالاند محسوب می‌شد.
اعتبار او به عنوان یک زن دانشمند با حکایتی مربوط به کارل فریدریش گاوس تأیید شده است: در سال ۱۸۰۶، در طول یک لشکرکشی نظامی در پروس، او اعلام کرد که تنها یک زن فرانسوی را می‌شناسد که در علم کار می‌کند، مادام لفرانسیس دو لالاند.

## زندگی‌نامه
ماری-ژان هارله در سال ۱۷۶۸ در پاریس متولد شد، دختر معلمان مدرسه ژان فرانسوا هارله (متولد ۱۷۳۰) و آن الیزابت کانی (متولد ۱۷۴۴). برخی از نویسندگان اولیه او را دختر نامشروع ژروم لالاند می‌دانستند.
ژروم لالاند به ماری-ژان هارله نجوم آموزش داد. گفته می‌شود که ژروم لالاند هارله را به دلیل استعداد ریاضی‌اش ارزشمند می‌دانست. میشل لفرانسیس دو لالاند، برادرزاده ژروم لالاند، نیز نجوم را با عمویش آموخت و در سال ۱۷۸۸ با ماری-ژان ازدواج کرد. ژروم لالاند به میشل لفرانسیس و ماری-ژان دو لالاند به عنوان برادرزاده و خواهرزاده خود اشاره می‌کرد.
میشل لفرانسیس جانشین لالاند در اکول میلتر شد و با کمک همسرش یک بررسی بزرگ ستاره‌ای را انجام داد، اما نام او در میان نویسندگان ذکر نشد.
ماری-ژان و میشل لفرانسیس دو لالاند چهار فرزند داشتند. پسرشان ایزاک لفرانسی دو لالاند به نام ایزاک نیوتن نامگذاری شد. فرزند دوم آنها، کارولین، به نام کارولین هرشل نامگذاری شد، تاریخ تولد او ۲۰ ژانویه ۱۷۹۰ اولین روزی بود که یک دنباله‌دار کشف شده توسط هرشل از پاریس قابل مشاهده بود. کارولین در دوران نوزادی درگذشت. فرزند سوم آنها شارلوت اورانی لفرانسی دو لالاند، فرزندخوانده ستاره‌شناس ژان باتیست ژوزف دولامبر و شارلوت ساکس-ماینینگن بود. چهارمین فرزند آنها شارل آگوست فردریک ژروم لفرانسی دو لالاند نام داشت.
دو لالاند در پاریس در نجوم تدریس می‌کرد. در طول انقلاب فرانسه، رصدخانه پاریس، دومینیک، کنت دو کاسینی، از ماری-ژان درخواست کمک کرد. او به پسر کاسینی آموزش داد و به او کمک کرد تا اولین مشاهدات خود را در کولژ دو فرانسه انجام دهد.
دو لالاند و دوشس شارلوت ساکس-ماینینگن تنها ستاره‌شناسان زنی بودند که در اولین کنگره اروپایی ستاره‌شناسان در سال ۱۷۹۸ شرکت کردند. در طول این سفر، دوشس نام آملی را به نام دو لالاند اضافه کرد.
او در سال ۱۸۳۲ در پاریس درگذشت.

## آثار
او جداول ساعتی دریایی را محاسبه کرد که در اثر ژروم لالاند با عنوان «خلاصه‌ای از ناوبری تاریخی نظری و عملی با جداول ساعتی» (۱۷۹۳) منتشر شد. این محاسبات برای ژروم لالاند یکی از مدال‌های لیسه دزار را برای دانشمندان و هنرمندان برجسته به ارمغان آورد. ژروم لالاند این جایزه را به ماری-ژان دو لالاند تقدیم کرد.
کار او همچنین در سالنامه سالانه ژروم لالاند «آشنایی با زمان» از سال ۱۷۹۴ تا ۱۸۰۶ منتشر شد.
در سال ۱۷۸۵، در مقدمه کتاب «نجوم بانوان» اثر ژروم لالاند، او ماری-ژان دو لالاند را به همراه هیپاتیا، ماریا کونیتز، الیزابت هولیوس، امیلی دو شاتله، نیکول-رین لپوت، لوئیز دو پیرری، کارولین هرشل و شارلوت ساکس-گوتا به عنوان یکی از بزرگ‌ترین ستاره‌شناسان زن نام برد.
در سال ۱۷۹۹، او یک کاتالوگ از ۱۰۰۰۰ ستاره را تهیه کرد. او همچنین در نوشتن کتاب «تاریخ آسمانی فرانسه» اثر لالاند که در سال ۱۸۰۱ منتشر شد همکاری داشت. این اثر موقعیت نزدیک به ۵۰۰۰۰ ستاره را نشان می‌داد. دهانه برخوردی چندحلقه‌ای دو لالاند در سیاره زهره به نام او نامگذاری شده است.